# Yassine Chikhaoui
Yassine Chikhaoui (arabe : ياسين الشيخاوي), né le 22 septembre 1986 à Radès, est un footballeur international tunisien actif entre 2004 et 2024.

## Carrière

### Clubs
Chikhaoui évolue au poste d'attaquant en sélection mais se voit reconverti en milieu offensif au sein de son premier club professionnel, l'Étoile sportive du Sahel (ESS). Il commence la saison 2006-2007 en locomotive d'une équipe sahélienne rajeunie. Contre l'équipe d'Hammam Sousse, à l'occasion de la première journée du championnat, il devient le plus jeune capitaine de l'histoire de l'ESS : il n'a que 19 ans et 11 mois. Doté d'une technique rare pour un joueur de son gabarit, il est alors le chouchou du public sahélien et est élu par les lecteurs du quotidien tunisien Essarih comme ballon d'or national à la fin 2006. Le 13 mai 2007, Chikhaoui devient champion de Tunisie avec son club de l'ESS. Au terme de la saison 2006-2007, l'international tunisien commence à attirer les regards des recruteurs.
Trois clubs français, l'Olympique de Marseille, le Racing Club de Lens et Le Mans, et le club suisse du FC Zurich expriment leur intérêt pour le joueur. Celui-ci signe, le 23 mai, un contrat de cinq ans en faveur du FC Zurich avec lequel il fait ses débuts lors de la saison 2007-2008. Il commence sa saison en inscrivant neuf buts et en adressant six passes décisives en 26 matchs. Très vite, il devient une pièce essentielle pour le club suisse.
Il reste courtisé par de nombreux clubs durant la saison 2007-2008, notamment le Bayern Munich, la Juventus et l'Olympique lyonnais ou encore Lille en raison de ses bonnes performances. À cause d'une blessure, il ne joue plus pendant un peu plus d'un an ; il marque son grand retour le 26 avril 2009, en entrant dans les dix dernières minutes du match contre BSC Young Boys. Il finit la saison en jouant dix à quinze minutes durant quelques matchs, alors que son club termine champion de Suisse.
En juin 2009, Grenoble Foot 38, club de la Ligue 1 française, fait savoir son intérêt à acquérir Chikhaoui qui subit une nouvelle opération le 17 juin pour tenter de guérir sa souffrance au tendon à l'aide d'ultrasons ; il revient après une longue absence en jouant durant les sept dernières minutes, le 13 mars 2010, face au FC Aarau. Titularisé pour la première fois de la saison le 21 mars, il s'illustre lors de la réception de l'AC Bellinzone (2-0) en étant directement impliqué dans le premier but des champions en titre, inscrit par Alexandre Alphonse. Le milieu de terrain, qui est le capitaine de l'équipe de Tunisie, est désigné comme capitaine de la première équipe du FC Zurich pour la saison 2014-2015. 
Il rejoint le club qatarien d'Al-Gharafa SC en 2015. Le 30 septembre 2017, il signe en faveur d'Al-Ahli SC, avant de revenir à l'Étoile sportive du Sahel le 2 août 2018. 
Sa carrière est toutefois affectée par des blessures à répétitions : il est notamment blessé à un genou et se déchire les adducteurs puis se brise le tibia après une absence de deux ans et demi,. 

### Équipe nationale
Il joue pour la première fois en sélection nationale le 2 juin 2006 contre l'Uruguay ; il évolue aussi bien au poste d'attaquant qu'à celui de milieu offensif. Chikhaoui participe à la coupe du monde 2006 durant laquelle il dispute, le 14 juin, un seul match contre l'Arabie saoudite.
Contre le Soudan, en match comptant pour les éliminatoires de la CAN 2008, il fait sa première apparition en tant que milieu offensif avec l'équipe de Tunisie et y inscrit un but face au Cameroun. Le 30 mai 2010, il effectue son retour en équipe de Tunisie lors d'un match amical contre la France.
À la suite de l'arrivée de Georges Leekens comme sélectionneur, il est promu capitaine de la sélection. Durant la CAN 2015, lors du deuxième match de poule de son équipe, face à la Zambie, il marque le but offrant la victoire aux Tunisiens en fin de match. Pour le premier match de la Tunisie comptant pour les éliminatoires de la CAN 2017, face à une modeste équipe de Djibouti, il réussit à marquer trois buts et délivre trois passes décisives, ce qui permet à son équipe de l'emporter sur le score de 8 à 1.
Il se blesse lors de la journée inaugurale de la coupe arabe de la FIFA 2021, à l'occasion du match contre la Mauritanie ; les examens subis par le joueur le 25 décembre à Sousse, ont révélé une rupture des ligaments croisés du genou.

## Reconversion
En août 2024, avec la présidence de Zoubaier Baya à l'Étoile sportive du Sahel, il rejoint un comité sportif aux côtés d'Aymen Abdennour et Amine Chermiti sous la présidence de Montassar Ammar. Il devient aussi le responsable du centre de formation de l'équipe.

## Statistiques
| Saison                | Club                  | Championnat           | Championnat | Championnat | Coupe(s) nationale(s) | Coupe(s) nationale(s) | Compétition(s) continentale(s) | Compétition(s) continentale(s) | Compétition(s) continentale(s) | Tunisie | Tunisie | Total | Total |
| Saison                | Club                  | Division              | M.          | B.          | M.                    | B.                    | Comp.                          | M.                             | B.                             | M.      | B.      | M.    | B.    |
| 2004-2005             | Étoile du Sahel       | Ligue I Pro           | 15          | 2           | 2                     | 0                     | C1                             | 8                              | 1                              | -       | -       | 25    | 3     |
| 2005-2006             | Étoile du Sahel       | Ligue I Pro           | 22          | 4           | 2                     | 0                     | C1 + C2                        | 3+9                            | 0+1                            | 1       | 0       | 37    | 5     |
| 2006-2007             | Étoile du Sahel       | Ligue I Pro           | 26          | 5           | 3                     | 1                     | C1+ Sc                         | 2+1                            | 0+0                            | 5       | 0       | 37    | 6     |
| Sous-total            | Sous-total            | Sous-total            | 63          | 11          | 7                     | 1                     | -                              | 23                             | 2                              | 6       | 0       | 99    | 14    |
| 2007-2008             | Football Club Zurich  | Super League          | 18          | 8           | 4                     | 2                     | C1 + C3                        | 2+8                            | 0+0                            | 11      | 3       | 43    | 13    |
| 2008-2009             | Football Club Zurich  | Super League          | 6           | 1           | -                     | -                     | -                              | -                              | -                              | -       | -       | 6     | 1     |
| 2009-2010             | Football Club Zurich  | Super League          | 8           | 0           | -                     | -                     | -                              | -                              | -                              | 1       | 0       | 9     | 0     |
| 2010-2011             | Football Club Zurich  | Super League          | 5           | 0           | -                     | -                     | -                              | -                              | -                              | 2       | 0       | 7     | 0     |
| 2011-2012             | Football Club Zurich  | Super League          | 17          | 1           | 2                     | 1                     | C3                             | 5                              | 0                              | 5       | 0       | 29    | 2     |
| 2012-2013             | Football Club Zurich  | Super League          | 13          | 2           | 2                     | 0                     | -                              | -                              | -                              | -       | -       | 15    | 2     |
| 2013-2014             | Football Club Zurich  | Super League          | 18          | 3           | 4                     | 0                     | -                              | -                              | -                              | 2       | 0       | 24    | 3     |
| 2014-2015             | Football Club Zurich  | Super League          | 31          | 8           | 3                     | 0                     | C3                             | 7                              | 4                              | 10      | 3       | 51    | 15    |
| 2015-2016             | Football Club Zurich  | Super League          | -           | -           | -                     | -                     | C3                             | 1                              | 0                              | 1       | 3       | 2     | 3     |
| Sous-total            | Sous-total            | Sous-total            | 116         | 23          | 15                    | 3                     | -                              | 23                             | 4                              | 32      | 9       | 186   | 39    |
| 2015-2016             | Al-Gharafa SC         | Stars League          | 14          | 1           | -                     | -                     | -                              | -                              | -                              | 3       | 1       | 17    | 2     |
| 2016-2017             | Al-Ahli SC            | Stars League          | 10          | 2           | 2                     | 2                     | -                              | -                              | -                              | -       | -       | 12    | 4     |
| 2017-2018             | Al-Ahli SC            | Stars League          | 13          | 4           | 2                     | 0                     | -                              | -                              | -                              | -       | -       | 15    | 4     |
| Sous-total            | Sous-total            | Sous-total            | 23          | 6           | 4                     | 2                     | -                              | -                              | -                              | -       | -       | 27    | 8     |
| 2018-2019             | Étoile du Sahel       | Ligue I Pro           | 9           | 4           | 2                     | 0                     | C1 + CAC + C2                  | 1+5+9                          | 0+0+2                          | -       | -       | 26    | 6     |
| 2019-2020             | Étoile du Sahel       | Ligue I Pro           | 4           | 1           | 2                     | 1                     | C1                             | 7                              | 1                              | -       | -       | 13    | 3     |
| 2020-2021             | Étoile du Sahel       | Ligue I Pro           | 11          | 1           | -                     | -                     | C2                             | 6                              | 1                              | -       | -       | 17    | 2     |
| 2021-2022             | Étoile du Sahel       | Ligue I Pro           | 6           | 2           | -                     | -                     | C1                             | 2                              | 2                              | 1       | 0       | 9     | 4     |
| 2022-2023             | Étoile du Sahel       | Ligue I Pro           | 7           | 1           | -                     | -                     | -                              | -                              | -                              | -       | -       | 7     | 1     |
| 2023-2024             | Étoile du Sahel       | Ligue I Pro           | 1           | 0           | -                     | -                     | C1                             | 1                              | 0                              | -       | -       | 2     | 0     |
| Sous-total            | Sous-total            | Sous-total            | 38          | 9           | 4                     | 1                     | -                              | 31                             | 6                              | 1       | 0       | 74    | 16    |
| Total sur la carrière | Total sur la carrière | Total sur la carrière | 254         | 50          | 30                    | 7                     | -                              | 77                             | 12                             | 42      | 10      | 403   | 79    |

## Buts en sélection
|     | Date             | Lieu                                      | Adversaire | Score | Résultat | Compétition                             |
| --- | ---------------- | ----------------------------------------- | ---------- | ----- | -------- | --------------------------------------- |
| 1.  | 6 janvier 2008   | Stade du 7-Novembre, Radès                | Zambie     | 1-2   | 1 - 2    | Match amical                            |
| 2.  | 8 janvier 2008   | Stade du 7-Novembre, Radès                | Zambie     | 1-0   | 1 - 0    | Match amical                            |
| 3.  | 4 février 2008   | Tamale Stadium, Tamale                    | Cameroun   | 2-2   | 2 - 3    | CAN 2008                                |
| 4.  | 6 septembre 2014 | Stade Mustapha-Ben-Jannet, Monastir       | Botswana   | 2-1   | 2 - 1    | Qualifications à la CAN 2015            |
| 5.  | 19 novembre 2014 | Stade Mustapha-Ben-Jannet, Monastir       | Égypte     | 1-1   | 2 - 1    | Qualifications à la CAN 2015            |
| 6.  | 22 janvier 2015  | Nuevo Estadio de Ebebiyín, Ebebiyín       | Zambie     | 1-2   | 1 - 2    | CAN 2015                                |
| 7.  | 12 juin 2015     | Stade olympique de Radès, Radès           | Djibouti   | 1-0   | 8 - 1    | Qualifications à la CAN 2017            |
| 8.  | 12 juin 2015     | Stade olympique de Radès, Radès           | Djibouti   | 2-0   | 8 - 1    | Qualifications à la CAN 2017            |
| 9.  | 12 juin 2015     | Stade olympique de Radès, Radès           | Djibouti   | 3-0   | 8 - 1    | Qualifications à la CAN 2017            |
| 10. | 13 novembre 2015 | Stade olympique de Nouakchott, Nouakchott | Mauritanie | 1-2   | 1 - 2    | Éliminatoires de la Coupe du monde 2018 |

## Palmarès

### Étoile du Sahel
- Championnat de Tunisie (2) : 2007 et 2023
- Coupe de la CAF (1) : 2006
- Coupe arabe des clubs champions (1) : 2019
- Supercoupe de la CAF (0) : finaliste en 2007
- Coupe de Tunisie (0) : finaliste en 2019

### FC Zurich
- Championnat de Suisse (1) : 2009
- Coupe de Suisse de football (1) : 2014

### En sélection
- Coupe arabe des nations (0) : finaliste en 2021

## Distinctions personnelles
- Ballon d'or tunisien de 2006
- Swiss Golden Player, catégorie « meilleur ailier », du championnat de Suisse 2013-2014[12]
- Meilleur joueur de la Coupe arabe des clubs champions 2018-2019[13]